# Roepera lichtensteiniana
Roepera lichtensteiniana är en pockenholtsväxtart som först beskrevs av Adelbert von Chamisso, och fick sitt nu gällande namn av Beier & Thulin. Roepera lichtensteiniana ingår i släktet Roepera och familjen pockenholtsväxter. Inga underarter finns listade i Catalogue of Life.